# Кенже
Ке́нже (кабард.-черк. Чэнж, Къуэшрокъуей. карач.-балк. Кенже) — село в Кабардино-Балкарской Республике. Входит в состав муниципального образования «Городской округ Нальчик».

## География

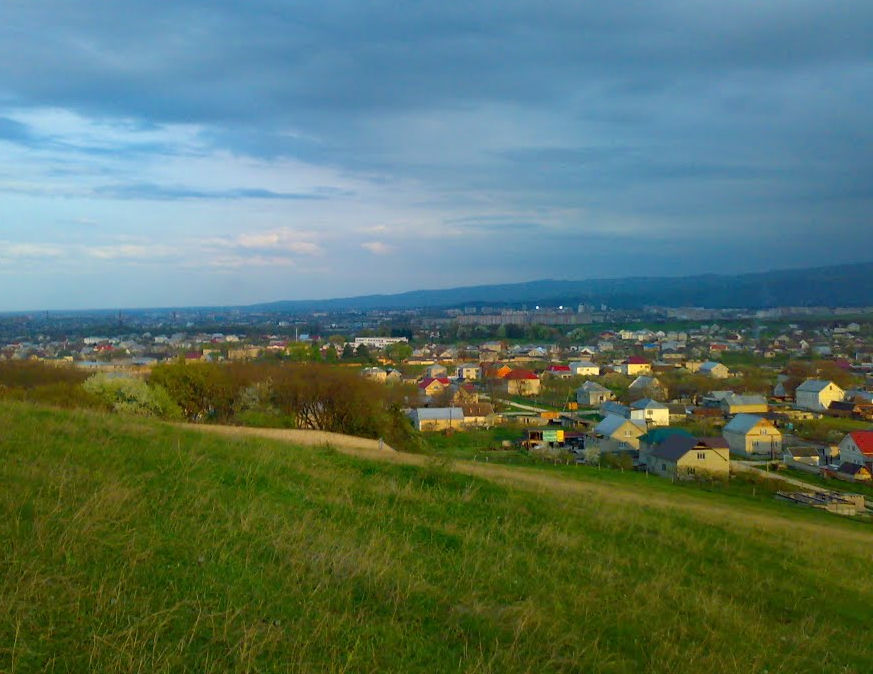
Вид на восточную окраину села

Селение расположено в западной части городского округа Нальчик, в долине одноимённой реки Кенже. Находится в 0,5 км к западу от города Нальчик.
Граничит с землями населённых пунктов: Нальчик на востоке, Звёздный на юго-западе и Шалушка на севере.
Населённый пункт расположен в предгорной зоне республики, на северном склоне первой гряды Лесистого хребта. Рельеф местности представляет собой возвышенную террасу резко переходящая на юге в возвышенности Лесистого хребта. Средние высоты на территории села составляют 537 метра над уровнем моря. Абсолютные высоты превышают отметки в 800 метров. К юго-востоку от села расположен заброшенный пемзовый карьер, сырьё из которого использовалась для производства пемзобетона.
Гидрографическая сеть представлена реками — Кенже, Большое Бзууко, Малое Бзууко, Джабагуко и др. К северу от села, протекает река Шалушка, в которую впадает Кенже. К югу от села имеются несколько осушенных озёр. Уровень обеспечения местности грунтовыми водами, как и в целом по республике высокая.
Климат влажный умеренный, с тёплым летом и прохладной зимой. Среднегодовая температура воздуха составляет +9,5°С, и колеблется от средних +21,0°С в июле, до средних −2,7°С в январе. Среднесуточная температура воздуха колеблется от −10°С до +12°С зимой, и от +16°С до +30°С летом. Среднегодовое количество осадков составляет около 730 мм.

## История
Точная дата основания села неизвестна. Первое упоминание об ауле Кошероково (кабард.-черк. Къуэшрокъуей) относится к 1744 году, где с другими кабардинскими аулами описывается в документе — «Описание Большой и Малой Кабарды», составленном геодезистом Чикаговым.
В 1865 году в ходе Земельной реформы Кабарды и программы по укрупнению кабардинских аулов, к аулу Кошероково были присоединены два окрестных аула.
В 1920 году с окончательным установлением советской власти в Кабарде, решением ревкома Нальчикского округа, селение Кошероково было переименовано как и все другие кабардинские сёла, из-за наличия в их названиях княжеских и дворянских фамилий. В результате, село получило своё новое название Кенже, по имени одноимённой речки протекающей через село. Само название реки Кенже предположительно происходит от кабардинского «чэнж», что в переводе означает — «мелководный». По другим данным, название реки возможно восходит к слову «къанжэ», что в переводе с кабардинского означает — «сорока».
До 1956 года Кенже входил в состав Нальчикского района КБАССР. После упразднения района, село было передано в ведение Ленинского внутригородского района Нальчикского городского Совета.
В 1970 году Кенже как и другим населённым пунктам Нальчикского горсовета был присвоен статус посёлка. В 1995 году посёлку был возвращён статус села.
В 2005 году после расформирования Нальчикской городской администрации, село включено в состав городского округа Нальчик.

## Население
| 1979 | 1989  | 2002    | 2010  | 2021  |
| ---- | ----- | ------- | ----- | ----- |
| 6591 | ↗6975 | ↗10 326 | ↘9669 | ↗9969 |

Национальный состав
По данным Всероссийской переписи населения 2002 года:
| Народ      | Численность, чел. | Доля от всего населения, % |
| ---------- | ----------------- | -------------------------- |
| кабардинцы | 7 039             | 68,2 %                     |
| балкарцы   | 2 515             | 24,4 %                     |
| русские    | 395               | 3,8 %                      |
| другие     | 377               | 3,7 %                      |
| всего      | 10 326            | 100 %                      |

По данным Всероссийской переписи 2021 года:
| Народ               | Численность, чел. | Доля от всего населения, % |
| ------------------- | ----------------- | -------------------------- |
| кабардинцы          | 6 312             | 63,31 %                    |
| балкарцы            | 2 604             | 26,12 %                    |
| русские             | 230               | 2,30 %                     |
| черкесы             | 212               | 2,12 %                     |
| другие / не указано | 611               | 6,12 %                     |
| всего               | 9 969             | 100,0 %                    |

Половозрастной состав
По данным Всероссийской переписи населения 2010 года:
| Возраст     | Мужчины, чел. | Женщины, чел. | Общая численность, чел. | Доля от всего населения, % |
| ----------- | ------------- | ------------- | ----------------------- | -------------------------- |
| 0 — 14 лет  | 988           | 962           | 1 950                   | 20,2 %                     |
| 15 — 59 лет | 3 039         | 3 343         | 6 382                   | 66,0 %                     |
| от 60 лет   | 550           | 787           | 1 337                   | 13,8 %                     |
| Всего       | 4 577         | 5 092         | 9 669                   | 100,0 %                    |

Мужчины — 4 577 чел. (47,3 %). Женщины — 5 092 чел. (52,7 %).
Средний возраст населения — 34,3 лет. Медианный возраст населения — 31,5 лет.
Средний возраст мужчин — 33,0 лет. Медианный возраст мужчин — 30,6 лет.
Средний возраст женщин — 35,4 лет. Медианный возраст женщин — 32,5 лет.

## Ислам
В селе действуют две мечети:

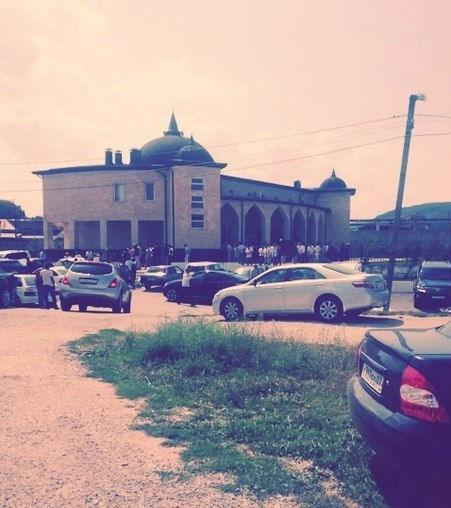
Центральная мечеть села

- Центральная мечеть — ул. Андреева, 90.
- Верхняя мечеть — ул. Карбышева, б/н.

## Образование
- МКОУ Средняя общеобразовательная школа № 20 — ул. Катханова, 91[11].
- МКОУ Средняя общеобразовательная школа № 22 — ул. Ахметова, 58.
- Начальная школа Детский сад «Ашамаз» № 22 — ул. Колхозная, 17.

## Здравоохранение
- Участковая больница — ул. Андреева, 92.

## Культура
- Дом Культуры

Общественно-политические организации:
- Адыгэ Хасэ
- Совет старейшин
- Совет ветеранов труда и войны

## Администрация
Администрация села Кенже является территориальным исполнительным органом местной администрации (ТИОМА) городского округа Нальчик и осуществляет исполнительно-распорядительные функции на территории села Кенже.
Администрация села Кенже — городской округ Нальчик, село Кенже, ул. Колхозная, 15.
Глава администрации села Кенже — Степанов Эдуард Юрьевич

## Экономика
Основу экономики села составляет сельское хозяйство, в частности садоводство. К западу от села вдоль левого берега реки Шалушка, тянется одна из крупнейших в республике насаждений фруктовых деревьев — Кенженские фруктовые сады. На северной окраине села стоит один из крупнейших птицефабрик республики. На востоке, к территория села примыкает предприятии ОАО «Гидрометаллург» города Нальчик.

## Улицы
На территории села зарегистрировано 36 улиц и 12 переулков:
Улицы
| Андреева        |
| Ахматова        |
| Ахметова        |
| Ахохова         |
| Балова          |
| Барагунова      |
| Белорусская     |
| Бзууко          |
| Бляниховых      |
| Братьев Кешевых |
| Ворошилова      |
| Жданова         |

| Каменская  |
| Карбышева  |
| Катханова  |
| Каховская  |
| Колхозная  |
| Коширкой   |
| Ленина     |
| Ляхова     |
| Набережная |
| Надгорная  |
| Подгорная  |
| Рудная     |

| Рудник      |
| Рудничная   |
| Свердлова   |
| Светлова    |
| Старые Сады |
| Счастливая  |
| Тернова     |
| Террасная   |
| Тхамоковой  |
| Урицкого    |
| Фрунзе      |
| Шевченко    |

Переулки
| 8 Марта  |
| Ахметова |
| Жданова  |
| Звёздный |

| Каменский |
| Карбышева |
| Колхозный |
| Кубанский |

| Лезгинский |
| Речной     |
| Рудничный  |
| Терновый   |